# Haim G. Ginott
Haim G. Ginott (* 5. August 1922 in Tel Aviv, Völkerbundsmandat für Palästina; † 4. November 1973 in New York City) war ein US-amerikanischer Psychologe, der sich mit der Beziehung zwischen Eltern und ihren Kindern befasste.
Ginott begann 1947 in Israel als Primarlehrer zu arbeiten. Nach seiner Auswanderung in die Vereinigten Staaten studierte er an der Columbia University Psychologie, wo er 1952 in Klinischer Psychologie promovierte.
Ginotts bekanntestes Werk Between parent and child (Eltern und Kinder) aus dem Jahr 1965 wurde in verschiedene Sprachen übersetzt und war einige Jahre lang Bestseller.